# Travassós (Vila Verde)
Travassós is een plaats (freguesia) in de Portugese gemeente Vila Verde en telt 217 inwoners (2001).